# المكتبة الوطنية للطب

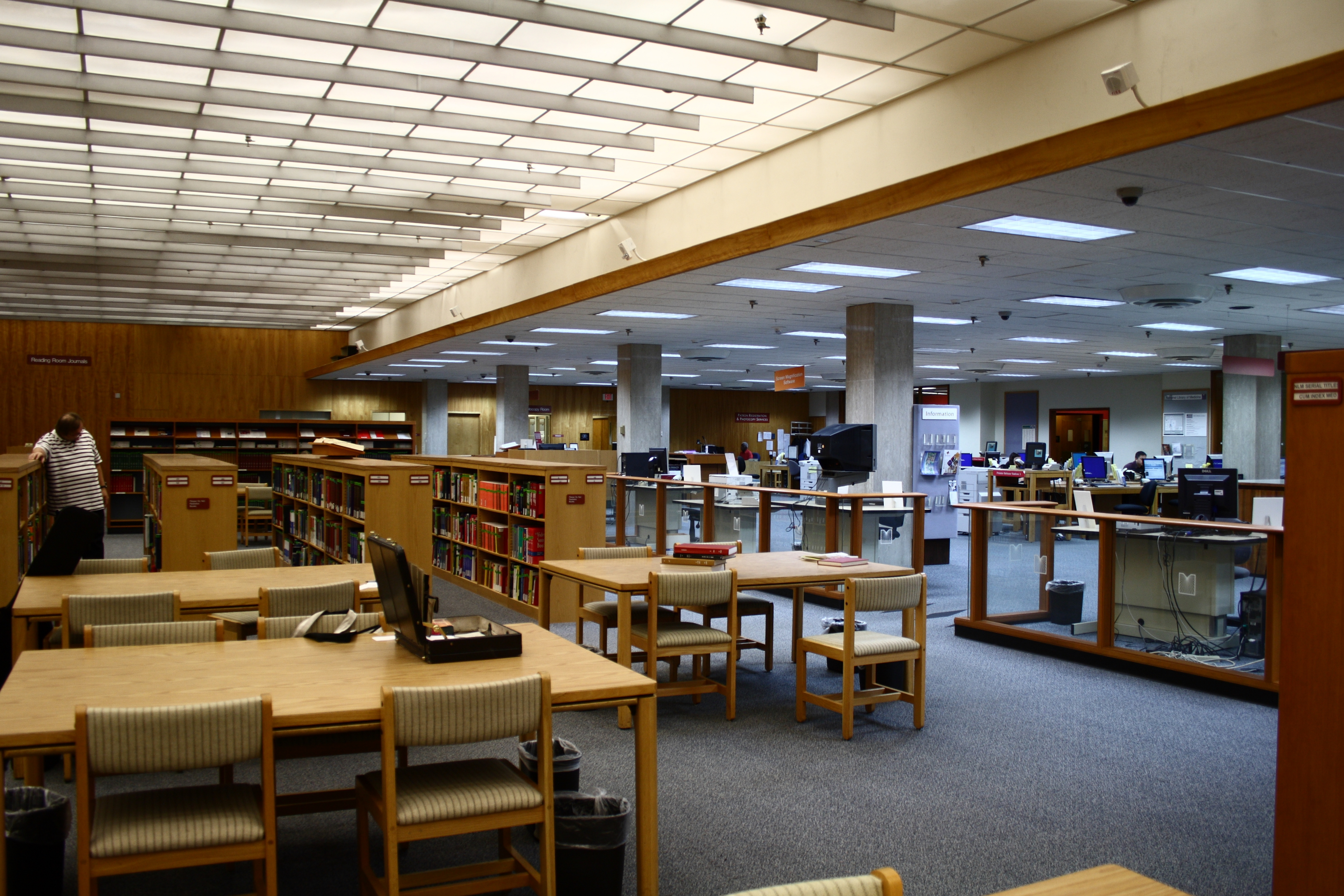
غرفة القراءة في المكتبة

المكتبة الوطنية للطب وتعرف اختصارًا بالرموز NLM هي مكتبة تقع في بيثيسدا، ماريلاند، تديرها الحكومة الفيدرالية للولايات المتحدة وهي تابعة لمعاهد الصحة الوطنية الأمريكية. تعتبر أكبر مكتبة طبية في العالم. يفوق محتوى المكتبة أكثر من سبعة ملايين كتاب ومخطوطة ومجلة وميكروفيلم وصورة.
كما تحوى المكتبة على مجموعة قيمة من مخطوطات الطب الإسلامي، بالعربية والفارسية.

## تاريخ المكتبة
المكتبة الوطنية الأمريكية للطب هي المكتبة الوطنية في بيثيسدا، الولايات المتحدة، مكرسة للطب. وتقع المكتبة داخل المعهد الوطني للطب في الولايات المتحدة الأمريكية ولاية ماريلاند، قريب جدا من العاصمة واشنطن، وأيضا هي أكبر مكتبة في العالم المكرسة للطب. وتضم المكتبة مجموعات أكثر من سبعة ملايين كتاب ومجلة وتقارير فنية ومخطوطات طبية، ميكروفيلم، وصور، وصور في العلوم الطبية وعدد من القطع الأثرية النادرة جدا. تأسست المكتبة في عام 1836 من قبل المسؤول الطبي الرئيسي للجيش الأمريكي. افتتحت في عام 1862، إلى جانب متحف علم الأمراض والمتحف الوطني للطب. في عام 1956 انتقلت المكتبة من وزارة الدفاع في الولايات المتحدة إلى وزارة الصحة. في عام 1962 انتقلت المكتبة إلى المعاهد الوطنية للصحة في ولاية ماريلاند، وقد صنفت كمكتبه وطنية .

## وصلات خارجية
- المكتبة الوطنية لعلم الطب على موقع الموسوعة البريطانية (الإنجليزية)
- الموقع الرسمي